# Gare d'Ōe (Préfecture de Kyoto)
La gare d'Ōe (大江駅, Ōe-eki) est une gare ferroviaire localisée dans la ville de Fukuchiyama, dans la préfecture de Kyoto, au Japon. La gare est exploitée par la compagnie Kyoto Tango Railway, sur la ligne Miyafuku .
Elle est nommée en l'honneur de l'ancien bourg d'Ōe, fusionné à Fukuchiyama en 2006.

## Disposition des quais
La gare d'Ōe est une gare disposant d'un quai et de deux  voies
| N° de voie | Ligne          | Direction   |
| ---------- | -------------- | ----------- |
| 1          | ▆ KTR Miyafuku | Miyazu      |
| 2          | ▆ KTR Miyafuku | Fukuchiyama |

## Gares/Stations adjacentes
| Kyoto Tango Railway |                |                |                |                       |
| Direction Miyazu    | Ligne Miyafuku | Ligne Miyafuku | Ligne Miyafuku | Direction Fukuchiyama |
| Ōe-Kōkō-Mae F08     |                | -              |                | Gujō F06              |

- Les Limited Express Hashidate et Tango Relay s'arrêtent à cette gare

| Limited Express |  |             |  |        |
| Fukuchiyama     |  | Hashidate   |  | Miyazu |
| Fukuchiyama     |  | Tango Relay |  | Miyazu |